# Бертаньоли, Жулио Сержио
Жулио Сержио Бертаньоли (порт.-браз. Júlio Sérgio Bertagnoli; род. 8 ноября 1978 или 2 ноября 1978, Рибейран-Прету, Сан-Паулу) — бразильский футболист и футбольный тренер. Выступал на позиции вратаря.

## Биография
Жулио Сержио начал карьеру в клубе «Ботафого», где провёл 4 сезона. После этого выступал за «Сертанзиньо», «Интернасьонал Бебедуро», «Франсану», «Коринтианс Паранаэнсе» и «Комерсиал» из Рибейран-Прету. В 2002 году Жулио Сержио перешёл в «Сантос» с которым выиграл два чемпионата Бразилии. Позже он играл за «Жувентуде» и клуб Америка из города Сан-Жозе-ду-Риу-Прету. Во время игры за «Жувентуде» Жулио Сержио вызывался в состав сборной Бразилии, но играть за национальную команду не мог из-за травмы колена.
Летом 2006 года Жулио Сержио перешёл в итальянскую «Рому». За которую провёл лишь 1 товарищеский матч с клубом «Байер 04». За хорошую игру в этом матче Лучано Спаллетти назвал Жулио лучшим третьим голкипером серии А. 30 августа 2009 года Жулио Сержио дебютировал в серии А в матче с «Ювентусом», благодаря травме основного голкипера команды Дони и плохой форме второго вратаря команды Артура. 18 февраля 2010 года Жулио Сержио получил травму приводящей мышцы бедра. 31 мая 2010 года Жулио Сержио продлил контракт с «Ромой» до 2014 года. 28 июля 2011 года игрок перешёл в «Лечче» на правах годичной аренды. По возвращении в «Рому» не сыграл за римлян больше ни одной игры в основном составе, и в декабре 2013 года игрок и клуб разорвали контракт по взаимному согласию, хотя соглашение истекало летом 2014.
В 2015 году возглавил в качестве главного тренера футбольный клуб КРАК.

## Достижения
- Чемпион Бразилии (2): 2002, 2004
- Обладатель Кубка Италии (2): 2006/07, 2007/08
- Обладатель Суперкубка Италии (1): 2007